# Nebria caucasica
Nebria caucasica es una especie de escarabajo del género Nebria, familia Carabidae. Fue descrita científicamente por Ménétriés en 1832.

## Distribución geográfica
Habita en Rusia.